# Ophiobolus anthemidis
Ophiobolus anthemidis är en svampart som beskrevs av Syd. 1924. Ophiobolus anthemidis ingår i släktet Ophiobolus och familjen Leptosphaeriaceae.   Inga underarter finns listade i Catalogue of Life.